# Lost: Three Hours
Lost: Three Hours è un cortometraggio muto del 1912 diretto da Ashley Miller.

## Produzione
Il film fu prodotto dalla Edison Company.

## Distribuzione
Distribuito dalla General Film Company, il film - un cortometraggio in una bobina - uscì nelle sale cinematografiche degli Stati Uniti il 5 marzo 1912.